# Coppa Mercosur
La Coppa Mercosur (in spagnolo Copa Mercosur) è stata una competizione calcistica che si è svolta fra il 1998 e il 2002 (in sostituzione della Coppa CONMEBOL nel 2000 e 2001) a cui prendevano parte i club dei principali campionati sudamericani (Brasile, Argentina, Uruguay, Paraguay, e Cile).
In parallelo veniva disputata la Coppa Merconorte, a cui partecipavano i club dei restanti stati affiliati alla CONMEBOL (Bolivia, Perù, Ecuador, Colombia e Venezuela).
La Coppa Mercosur e la Coppa Merconorte vennero unificate nel 2002 e sostituite dalla Coppa Sudamericana.

## Formato
Alla competizione partecipavano venti club, divisi in cinque gruppi da quattro squadre con gare di andata e ritorno. Le cinque vincitrici dei gironi e le tre migliori seconde si qualificavano ai quarti di finale.  Nel 1998 e nel 2000 la finale venne giocata al meglio delle 3 gare, mentre nel 1999 e nel 2001 venne giocata semplicemente in gare di andata e ritorno.

## Albo d'oro
| 1998 | Palmeiras (BRA)     | 1 - 2 3 - 1 1 - 0     | Cruzeiro (BRA)  | Olimpia (PAR)     | San Lorenzo (ARG)      |
| 1999 | Flamengo (BRA)      | 4 - 3 3 - 3           | Palmeiras (BRA) | Peñarol (URU)     | San Lorenzo (ARG)      |
| 2000 | Vasco da Gama (BRA) | 2 - 0 0 - 1 4 - 3     | Palmeiras (BRA) | River Plate (ARG) | Atlético Mineiro (BRA) |
| 2001 | San Lorenzo (ARG)   | 0 - 0 1 - 1 (4-3 dtr) | Flamengo (BRA)  | Corinthians (BRA) | Grêmio (BRA)           |

## Vittorie per club
| Squadra       | Nazione   | Titoli   |
| ------------- | --------- | -------- |
| Flamengo      | Brasile   | 1 titolo |
| Palmeiras     | Brasile   | 1 titolo |
| San Lorenzo   | Argentina | 1 titolo |
| Vasco da Gama | Brasile   | 1 titolo |

## Vittorie per nazione
- Brasile 3 volte
- Argentina 1 volta